# Déplacement de Stokes
Pour les articles homonymes, voir Stokes.
Le déplacement de Stokes est la différence, en longueur d'onde ou en fréquence, entre la position du pic du spectre d'absorption et celle du pic du spectre de luminescence (fluorescence ou diffusion Raman) de la même transition électronique. Il est à la base de la spectroscopie Raman. Il est nommé ainsi en hommage au physicien irlandais George G. Stokes, qui l'a décrit en 1852 dans la fluorescence du minéral fluorine (CaF2).

## Définition

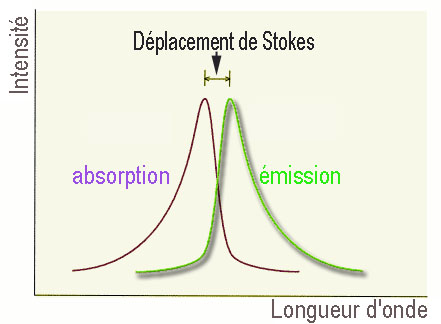
Diagramme de déplacement des longueurs d'onde entre lumière reçue et émise.

Lors de la collision inélastique entre une molécule et un photon, une radiation de longueur d'onde supérieure à celle qui a permis l'excitation est émise. Le déplacement de Stokes est la différence d'énergie entre le photon excitateur et celle de la lumière émise, qui est de longueur d'onde plus grande et alors d'énergie plus petite.
La molécule conserve l'excédent d'énergie qui peut être à l'origine de l'émission subséquente d'énergie, sous forme d'un autre photon encore ou autrement.
Un déplacement vers des longueurs d'onde plus petites (donc d'énergie supérieure) que la lumière incidente est une autre possibilité. Un tel déplacement est dit anti-Stokes.

## Principe
Lorsqu'un atome (ou une molécule) absorbe un photon (lumière), il accède à un état électronique excité (i.e. un électron passe à une orbitale d'énergie plus élevée, la différence d'énergie entre son état initial et son état final étant égale à l'énergie du photon absorbé).
Avant de se désexciter, l'atome (ou la molécule) subit une relaxation vibrationnelle, c'est-à-dire qu'il perd un peu d'énergie sous forme de vibration (phonon) ou de chaleur.
Il retourne ensuite à son état électronique initial en émettant un photon d'énergie correspondant à la différence d'énergie entre l'état excité (relaxé) et l'état initial. Ce photon émis est d'énergie inférieure au photon absorbé car il y a eu une perte d'énergie en vibration. Sa longueur d'onde est par conséquent plus longue.
Le contraire se produit lorsqu'il y a un déplacement anti-Stokes : lorsqu'un atome (ou une molécule) absorbe un photon, il accède à un état électronique excité, mais au lieu de perdre de l'énergie sous forme d'un phonon, il absorbe l'énergie d'un phonon qui était déjà présent. En se désexcitant, l'atome émet donc un photon d'énergie égale à la somme de l'énergie du photon absorbé et du phonon. La longueur d'onde du photon émis est donc plus courte.
Ce principe est utilisé dans la microscopie à épifluorescence.

## Pseudo déplacement de Stokes
Le pseudo déplacement de Stokes (pseudo-Stokes Shift) se manifeste, spectralement parlant, comme un déplacement de Stokes, mais son mécanisme est différent. L'énergie lumineuse absorbée par un site d'une molécule (site chromophore) est transférée à un autre site de cette molécule (site luminophore) qui, lui, va émettre le rayonnement de fluorescence. L'intérêt est que la différence d'énergie, généralement faible pour un déplacement de Stokes, peut être beaucoup plus grande pour un pseudo déplacement de Stokes. Un tel phénomène est recherché quand il faut éviter la réabsorption de l'énergie de luminescence par les molécules voisines. En effet, le spectre d'émission et le spectre d'absorption d'une luminescence classique (voir la figure) possèdent toujours un large recouvrement à l'origine de la réabsorption. Le cas du pseudo déplacement de Stokes permet d'avoir des colorants dont les spectres d'absorption et d'émission ne présentent quasiment pas de recouvrement.